# Yokel Hero
Yokel Hero est un épisode de la série télévisée d'animation Les Simpson. Il s'agit du quatorzième épisode de la trente-deuxième saison et du 698e de la série.

## Synopsis
Au cours d'un passage en garde à vue, Homer découvre que Cletus est doté d'un talent de chanteur. Décidant alors de devenir son imprésario, il va réussir à faire de lui une star. Cependant, Cletus décide de lâcher Homer et prendre un manager professionnel tandis que dans le même temps, il abandonne sa famille. Homer et Marge vont alors tenter de réparer ces erreurs, pour le bien des Spuckler...

## Réception
Lors de sa première diffusion, l'épisode a attiré 1,38 million de téléspectateurs.